# Karl von der Horst

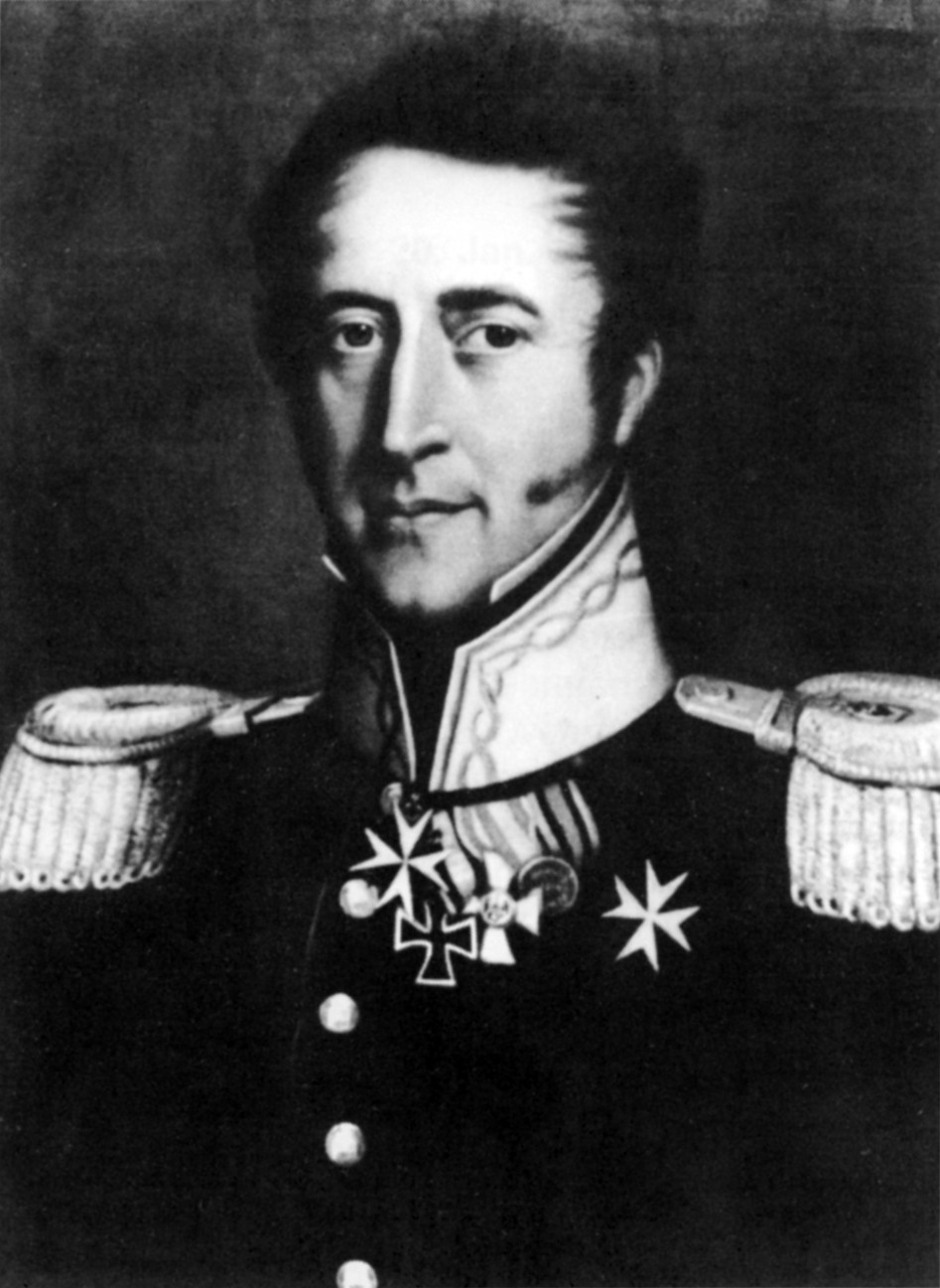
Karl Freiherr von der Horst

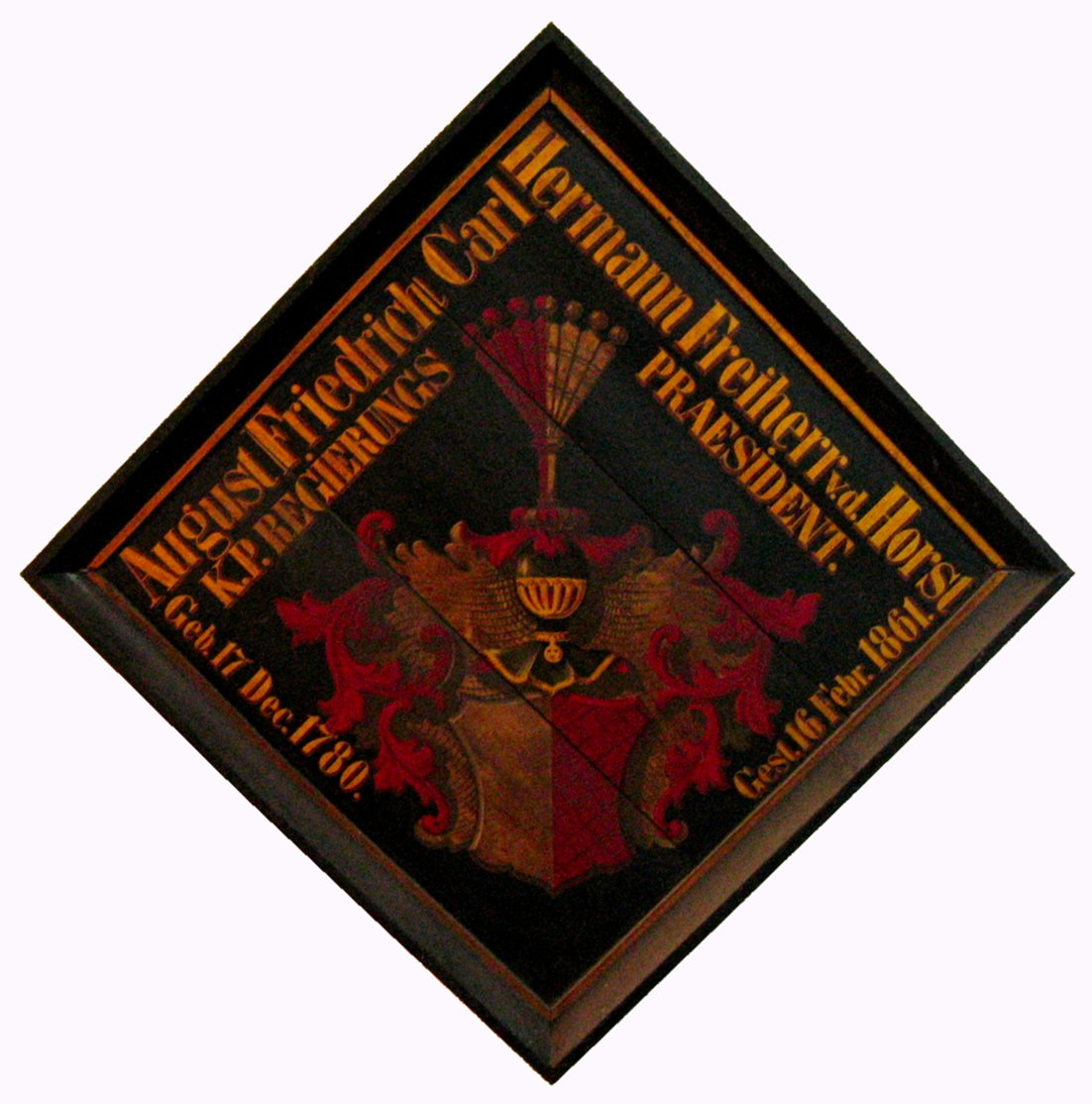
Tafel mit Wappen und Lebensdaten von Kal von der Horst auf Schloss Hollwinkel

Karl Freiherr von der Horst (* 17. Dezember 1780 auf Schloss Haldem, heute Stemwede; † 16. Februar 1861 auf Schloss Hollwinkel, heute Preußisch Oldendorf) war ein deutscher Politiker und Regierungsbeamter.
Von 1816 bis 1825 war Karl Freiherr von der Horst erster Regierungspräsident des preußischen Regierungsbezirks Minden in Westfalen.

## Herkunft
Karl von der Horst wurde 1780 als Sohn der Familie Horst aus dem westfälischen Uradel auf dem elterlichen Schloss Haldem geboren. Seine Eltern waren Friedrich Adolf August von der Horst († 10. Mai 1793) und dessen erster Ehefrau  Wilhelmine Luise Charlotte von Münster. Die Mutter starb bei der Geburt. Der Vater heiratete später die Schwester seiner ersten Frau Helene von Münster. Sein Vater war Herr zu Hollwinkel und Koadjutor des adligen freiweltlichen Damenstiftes zu Levern. Nach dem Tod seines Vaters wurde seine Stiefmutter und deren Bruder Ernst Friedrich Herbert zu Münster zu seinem Vormund erklärt.

## Leben
1802 wurde er Referendar bei der Kriegs- und Domänenkammer in Minden und bestand 1804 die höhere Staatsprüfung bei der Oberexaminationskommission in Berlin. Am 21. Februar 1805 wurde er als vom Kreistag gewählter Landrat des Kreises Rahden dem König Friedrich Wilhelm III. vorgeschlagen und von diesem ernannt.
Nach der Niederlage Preußens gegen Napoléon, dem Frieden von Tilsit und der Abtretung des Kreises Lübbecke an das neue Königreich Westphalen 1807, wurde Karl Freiherr von der Horst mit verschiedenen Aufgaben in der Verwaltung nach französischem Vorbild betraut. 1811 wurde die Region direkt in das Französische Kaiserreich eingegliedert. Er war Maire, Arrondissement-Rat im  Arrondissement Minden und Präsident des Département-Rats des Départment der Oberen Ems (unklar).
Im März 1814 übernahm Karl Freiherr von der Horst während der Befreiungskriege das Generalgouvernement von Belgien.
Am 3. Juli 1815 wurde er zum Organisations-Kommissar des künftigen preußischen Regierungsbezirks Minden ernannt. Am 1. August 1816 trat er das Amt des Regierungspräsidenten im neu geschaffenen Regierungsbezirk Minden an. Dieses Amt führte er bis zu seiner Versetzung in den einstweiligen Ruhestand am 24. Februar 1825 aus, die Versetzung erfolgte aufgrund "derangierter Vermögensverhältnisse". 1842 wurde er endgültig aus dem Staatsdienst entlassen und ging in Pension. Er war 1826 bis 1837 Mitglied des Provinziallandtages der Provinz Westfalen.

## Familie
Karl Freiherr von der Horst war evangelisch und mit Sophia Charlotte Dorothea von Hammerstein-Equord (* 24. April 1786; † 20. Mai 1838) verheiratet. Ihre Eltern waren Georg August von Hammerstein-Equord und Charlotte Sophie Henriette Wilhelmine von Münster.
- Adolf August Ernst Ludwig (* 5. Oktober 1806; † 30. Juli 1880), Landrat im Kreis Rahden/Lübbecke ⚭ 1830 Freiin Maria Josepha Isabella von Schmitz-Grollenburg (* 17. Januar 1808; † 13. Juni 1863), Tochter von Franz Edmund Josef von Schmitz-Grollenburg
- August Friedrich Karl Wilhelm (* 7. Februar 1816; † 18. Januar 1888), Oberstleutnant a. D. ⚭ 1853 Freiin Mathilde von Schlotheim (* 3. Mai 1826; † 14. Oktober 1876), Tochter von Carl von Schlotheim

## Auszeichnungen
Eisernes Kreuz II. Klasse, Johanniterorden, königlich, westfälischer Kammerherr. Er wurde am 1. Juli 1825 zum Ehrenbürger der Stadt Minden ernannt.